# Stiftung für Bildung.Werte.Leben.

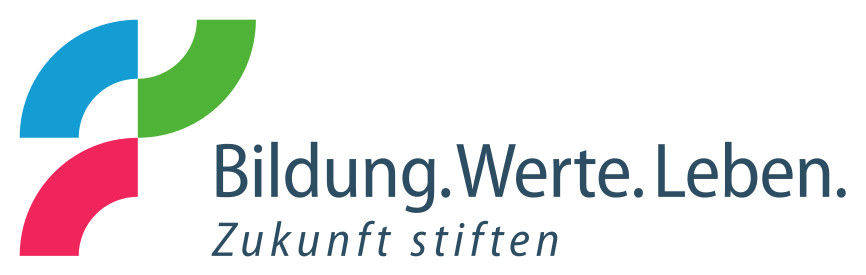
Logo der Stiftung für Bildung.Werte.Leben.

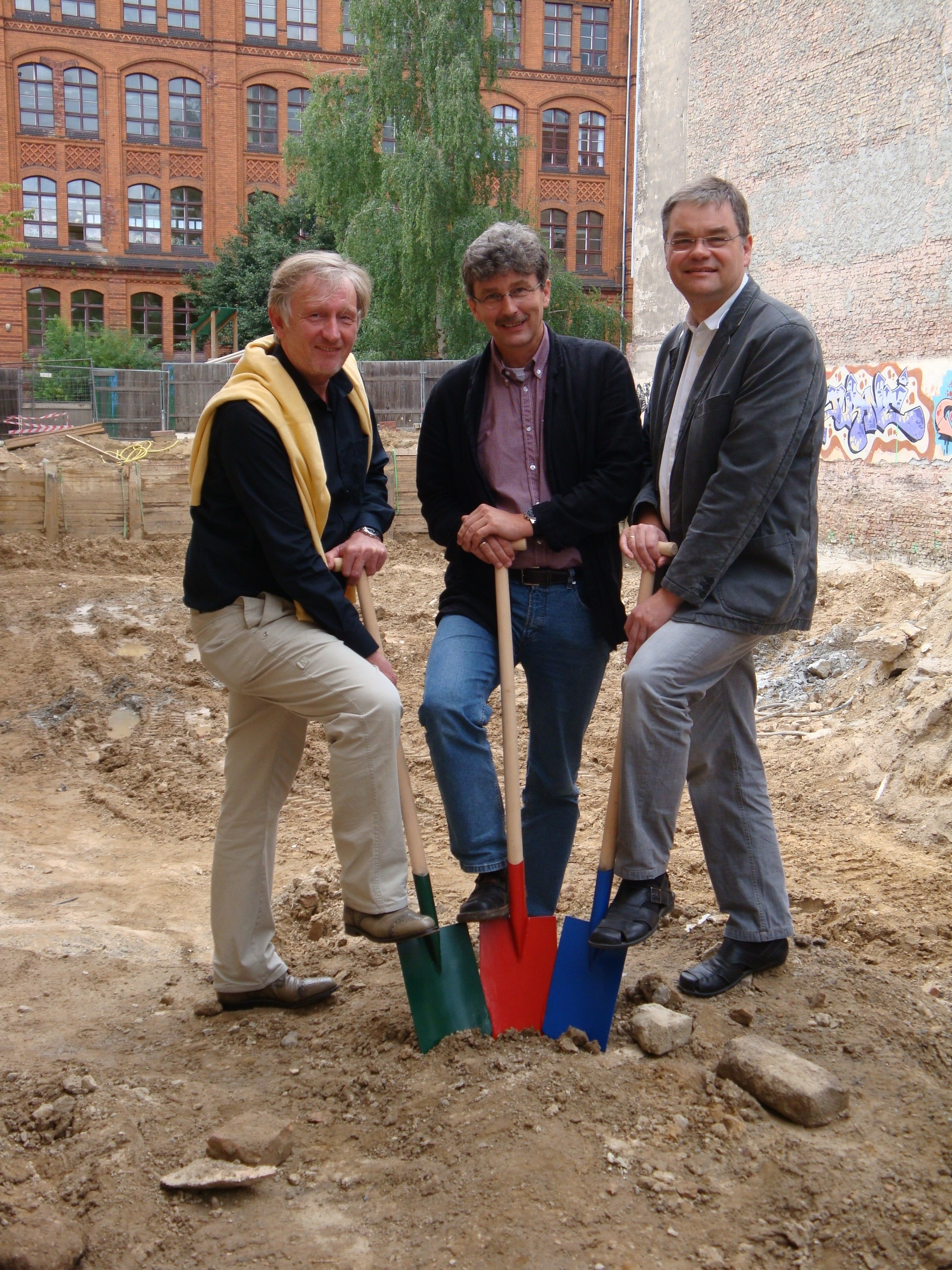
Vorstand: Hermann Schwietering, Norbert Tews, Michael Bremicker (v.l.)

Die Berliner Stiftung für Bildung.Werte.Leben. fördert seit 2009 Institutionen und Projekte in den Bereichen Bildung, Wissenschaft und gesellschaftlicher Dialog.

## Ziele
Die Stiftung bietet Möglichkeiten für Begegnung, Beratung und individuelle Begleitung. Sie ist operativ tätig und stellt darüber hinaus in begründeten Einzelfällen finanzielle Unterstützung bereit, um Engagement und Partner in der Bildungsarbeit oder Wissenschaft zu fördern. Darüber hinaus fördert die Stiftung Zukunftsdialoge zwischen Menschen aus Wirtschaft, Kultur, Politik, Erziehungswesen und Wissenschaft.

## Projekte

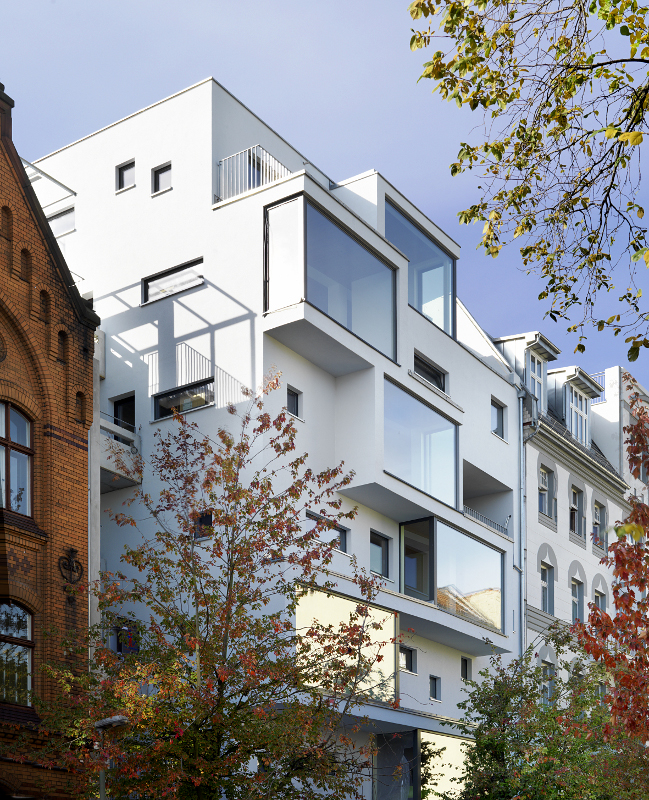
Familien-, Bildungs- und Gesundheitszentrum c13

Die Stiftung begleitet in einem Mentoringprojekt zur Persönlichkeitsentwicklung Jugendliche und junge Erwachsene beim Übergang von der Schule in den Beruf oder in ein Studium. Die Unterstützung umfasst ein Berufsorientierungscoaching und die anschließende Begleitung durch erfahrene Mentoren. Außerdem fördert die Stiftung die Freien Evangelischen Schulen Berlin, das Freie Christliche Gymnasium Düsseldorf, das Familienzentrum ZusammenWachsen, den Verein Mosaik Düsseldorf und das Christliche Familienwerk Ariehs Tor finanziell.
Im November 2013 eröffnete die Stiftung im Prenzlauer Berg in der Christburger Straße 13 das Familien-, Bildungs- und Gesundheitszentrum c13. In dem Zentrum befinden sich ein öffentliches Café/Restaurant, zwei Eventflächen, eine Kindertagesstätte, ein Familienzentrum, eine Kinderarzt- und Hebammenpraxis, ein Zentrum für Physio- und Ergotherapie, weitere Therapie- und Arztpraxen, ein Mal-Atelier, Apartments für Studenten, Miet- und Eigentumswohnungen sowie die Büroräume der Stiftung. Die Bewohner engagieren sich auch haupt- oder ehrenamtlich in den im Haus befindlichen Projekten und Praxen.

## Gebäude
Das Gebäude des Stiftungsprojekts c13 verfügt über ca. 2500 m² Nettonutzfläche, verteilt über 7 Geschosse. Es ist Deutschlands derzeit wohl höchstes Holzhaus.

## Vorstand
Der Vorstand der Stiftung besteht aus dem 1. Vorsitzenden Michael Bremicker, dem 2. Vorsitzenden Norbert Tews sowie Hermann Schwietering. Der Stiftungsrat wird vom Vorsitzenden Clark Peddicord geleitet.